# جورج جاكوب بنر
جورج جاكوب بنر هو محامي وسياسي أمريكي، ولد في 13 أبريل 1859 في جيتيسبيرغ في الولايات المتحدة، وتوفي في 30 ديسمبر 1930. نشط حزبياً في الحزب الديمقراطي. وقد انتخب عضو مجلس النواب الأمريكي ‏.